# Milosavci
Milosavci (en serbe cyrillique : Милосавци) est un village de Bosnie-Herzégovine. Il est situé dans la municipalité de Laktaši et dans la république serbe de Bosnie. Selon les premiers résultats du recensement bosnien de 2013, il compte 524 habitants.

## Démographie

### Évolution historique de la population dans la localité
| 1948 | 1953 | 1961 | 1971 | 1981 | 1991 | 2013 |
| ---- | ---- | ---- | ---- | ---- | ---- | ---- |
| -    | -    | 818  | 750  | 657  | 595  | 524  |

|  |